# Маковець (Словаччина)
Маковець (Маківці) (словац. Makovce) — село, громада в окрузі Стропков, Пряшівський край, північно-східна Словаччина.
Уперше згадується у 1408 році.
Село розташоване в межах української етнічної території Пряшівщини. 

## Назва
Українська назва села - Маковець. Протягом історії населеного пункту в документах зафіксовані такі назви:
- Makonhaw (1408);
- Makocz (1430);
- Makovecz (1773);
- Makowce (1808);
- Makovec (1920);
- Makovce (1927).

## Історія
Вперше у документах згадується 1408 року.
До 18 століття належало до Стропківського домену. У 1598 році в селі було 5 господарських дворів. У 1715 році з 10 господарств, наявних у селі, 6 було незаселених.

## Населення
| Рік:            | 1993 | 2003    | 2013    | 2023     |
| --------------- | ---- | ------- | ------- | -------- |
| Кількість осіб: | 193  | 186     | 175     | 146      |
| Різниця:        |      | -3,62 % | -5,91 % | -16,57 % |

| Рік:            | 2022 | 2023    |
| --------------- | ---- | ------- |
| Кількість осіб: | 144  | 146     |
| Різниця:        |      | +1,38 % |

В селі проживає 204 чол.
Національний склад населення (за даними останнього перепису населення — 2001 року):
- словаки — 86,15 %
- русини — 11,28 %
- українці — 1,54 %

Склад населення за приналежністю до релігії станом на 2001 рік:
- греко-католики — 90,77 %,
- православні — 3,08 %,
- римо-католики — 2,56 %,
- протестанти (еванєлики) — 1,33 %,
- не вважають себе віруючими або не належать до жодної вищезгаданої церкви: 3,59 %

## Пам'ятки
У селі є греко-католицька церква святого Василя Великого з 1836 року в стилі класицизму, з 1988 року національна культурна пам'ятка.